# Roberta Vinci
Roberta Vinci (Taranto, 1983. február 18. –) korábbi páros világelső, párosban ötszörös Grand Slam-tornagyőztes, négyszeres Fed-kupa-győztes, junior Grand Slam-tornagyőztes, háromszoros olimpikon olasz teniszezőnő.
1999–2018 közötti profi pályafutása során tíz egyéni és huszonöt páros WTA-tornán győzött, emellett kilenc egyéni és tíz páros ITF-tornagyőzelmet szerzett. Első egyéni WTA-tornáját 2007-ben nyerte Bogotában.
1999-ben Flavia Pennettával párban megnyerte a junior lányok páros versenyét a Roland Garroson. Legjobb Grand Slam-eredményét egyéniben a 2015-ös US Openen érte el, ahol a döntőig jutott. Párosban honfitársa, Sara Errani oldalán 2012-ben megnyerte a Roland Garrost és a US Opent, majd 2013-ban és 2014-ben az Australian Openen is diadalmaskodtak. 2014-ben a wimbledoni torna megnyerésével párosban teljesítette a karrier Grand Slamet. Legjobb világranglista-helyezése egyéniben a 7. hely, amelyet 2016. május 9-én ért el. A Top10-be először 2016. február 22-én került, ezzel a WTA eddigi történetében ő az a játékos, aki a legidősebb korában került a világ legjobb 10 játékosa közé. Párosban először 2012-ben volt világelső, majd 2015-ig összesen 110 héten keresztül állt a világranglista élén. Ez idő alatt három alkalommal volt év végi világelső.
2017. november végén bejelentette, hogy 20 év profi versenyzés után a 2018-as római tornát követően befejezi profi pályafutását. Utolsó mérkőzését  2018. május 14-én játszotta.

## Pályafutása
Roberta Vinci a juniorok között a legnagyobb sikerét 1999-ben érte el, amikor Flavia Pennettával az oldalán megnyerte a Roland Garrost párosban. A felnőttek között 1998-ban Palermóban vett részt először egy WTA-torna selejtezőjében, s egy mérkőzésen sikerült győznie. Ugyanebben az esztendőben nyerte meg párosban az első ITF-tornáját Brindisiben. 1999-ben megszerezte első egyéni ITF-győzelmét is, az olaszországi Cuneóban.
2001-ben a US Openen, első Grand Slam-tornáján sikerült először feljutnia egy WTA-verseny főtáblájára. A torna első fordulójában a szlovák Martina Suchá búcsúztatta őt 7–6(4), 6–1-gyel. Néhány héttel később Baliban először győzött egy WTA-torna főtábláján, de a második fordulóban kiesett.
2002-ben a legjobb egyéni eredményét júniusban érte el, amikor Taskentben az elődöntőig menetelt, de ott 7–6(3), 7–6(5)-re kikapott a fehérorosz Taccjana Pucsaktól. Ugyanebben a hónapban Wimbledonban a selejtezőből indulva feljutott a főtáblára, de az első körben búcsúzott, mivel 6–3, 6–2-re legyőzte őt az orosz Jelena Lihovceva.
2004-ben kétszer is sikerült feljutnia a selejtezőből egy-egy Grand Slam-torna főtáblájára, de a Roland Garroson és a US Openen is az első körben búcsúzott. Párizsban Jelena Bovinától 7–5, 6–1-re, míg New Yorkban Patty Schnydertől 7–6(3), 6–0-ra kapott ki.

### 2005
Vinci 2005-ben került be először a legjobb százba a világranglistán, miután február végén feljutott a dohai torna főtáblájára. A Roland Garroson először volt alanyi jogon főtáblás egy Grand Slam-tornán, de az első körben búcsúzni kényszerült a német Anna-Lena Grönefelddel szemben (7–5, 1–6, 6–4).
Legnagyobb sikerét júniusban, Eastbourne-ben érte el, amikor a selejtezőből indulva az elődöntőig menetelt, a negyeddöntőben karrierje során először legyőzve egy top 10-es játékost, az orosz Anasztaszija Miszkinát [6–4, 7–6(3)]. Ráadásul az összes mérkőzésén nála magasabban rangsorolt ellenfeleket győzött le, a nyolcaddöntőben például az akkor a világranglista 12. helyén álló Vera Zvonarjovát. Az elődöntőben végül a szintén orosz Vera Dusevinától kapott ki 2–6, 7–6(6), 6–3-ra.
A következő tornán, Wimbledonban először sikerült mérkőzést nyernie egy Grand Slam-tornán. Az első fordulóban a 23. kiemelt Szugijama Ait búcsúztatta 6–2, 2–6, 6–4-gyel, majd Anne Kremert győzte le 6–3, 6–2-re. A harmadik körben végül Kim Clijsterstől kapott ki 6–3, 6–4-re.
A júliusi palermói tornán először volt kiemelt (7.) egy WTA-tornán. A negyeddöntőig sikerült eljutnia, ahol honfitársától, a második kiemelt Flavia Pennettától szenvedett háromszettes vereséget.
A US Openen az első körben esett ki, miután 6–3, 6–2-es vereséget szenvedett a harmadik kiemelt Amélie Mauresmótól. Jól sikerült szezonjának köszönhetően Vinci év végére bekerült a legjobb ötvenbe is a világranglistán.

### 2006
Az Australian Openen a harmadik körben esett ki. Meghann Shaughnessyt 7–5, 6–4-re, Marion Bartolit 6–4, 3–6, 6–3-ra győzte le, míg a második kiemelt Kim Clijsterstől 6–1, 6–2-es vereséget szenvedett. Március 6-án már a 37. helyen állt a világranglistán, de a rengeteg első körös vereség miatt év végéig kicsúszott a Top 100-ból. A visszaeséshez az is hozzájárult, hogy csuklósérülés miatt Wimbledont is kénytelen volt kihagyni, így nem tudta megvédeni az előző évben szerzett pontjait.
A Roland Garroson és a US Openen is az első körben búcsúzott. Előbbin a cseh Hana Šromovától kapott ki 6–1, 7–5-re, míg utóbbi versenyen Meghann Shaughnessy győzte le 6–3, 6–4-re.

### 2007
Az Australian Openen nem tudta megismételni 2006-os teljesítményét, már az első fordulóban kiesett, miután 6–3, 6–1-re kikapott Anasztaszija Rogyionovától. A következő tornája a tokiói Toray Pan Pacific Open volt, amelyen selejtezősként a negyeddöntőig jutott, az első körben 6–4, 6–4-re legyőzve a nyolcadik kiemelt Daniela Hantuchovát. Végül Jelena Gyementyjeva búcsúztatta őt 6–1, 6–2-vel.
Februárban elérte addigi legnagyobb sikerét, mivel Bogotában megnyerte karrierje első WTA-tornáját. A döntőben honfitársát, Tathiana Garbint győzte le, aki a harmadik szettben már 3–0-ra vezetett, de erős gyomorbántalmai miatt kénytelen volt feladni a mérkőzést [6–7(5), 6–4, 0–3].
A Roland Garroson nem tudott mérkőzést nyerni, mivel az első körben 6–4, 6–4-re kikapott Sybille Bammertől. Wimbledonban a második körig jutott, miután előbb 6–2, 6–1-re legyőzte Ashley Harkleroadot, majd 2–6, 6–3, 6–2-es vereséget szenvedett a 15. kiemelt Patty Schnydertől. A US Openen az első körben kapott ki 6–0, 6–1-re a második kiemelt Marija Sarapovától. E tornát követően – feltehetően sérülés miatt – 2007-ben már nem lépett pályára.

### 2008
Az Australian Openen ismét az első fordulóban esett ki, ezúttal Virginia Ruano Pascual győzte le 6–4, 6–4-re. Ezt követően vállsérülés miatt ismét hónapokig nem tudott pályára lépni. Csak március végén kezdett ismét versenyezni, de addigra visszaesett a világranglista 218. helyére.
A szezon során így főleg ITF-tornákon vett részt, de néhány WTA-versenyen is elindult, így például április végén Prágában a negyeddöntőig jutott, ahol az első kiemelt Vera Zvonarjova búcsúztatta őt 6–1, 6–2-vel.
A Roland Garroson és Wimbledonban már a selejtezők során kiesett, de a US Openen fel tudott jutni a főtáblára, ahol az első körben 6–1, 6–4-re legyőzte Stéphanie Cohen-Alorót, majd 6–4, 6–3-ra kikapott a hatodik kiemelt Gyinara Szafinától.
Ezt követően már csak ITF-tornákon indult el, és mivel sok mérkőzést sikerült megnyernie, az egyik versenyen pedig ő lett a végső győztes is, a szezon végére sikerült visszakerülnie a legjobb százba.

### 2009

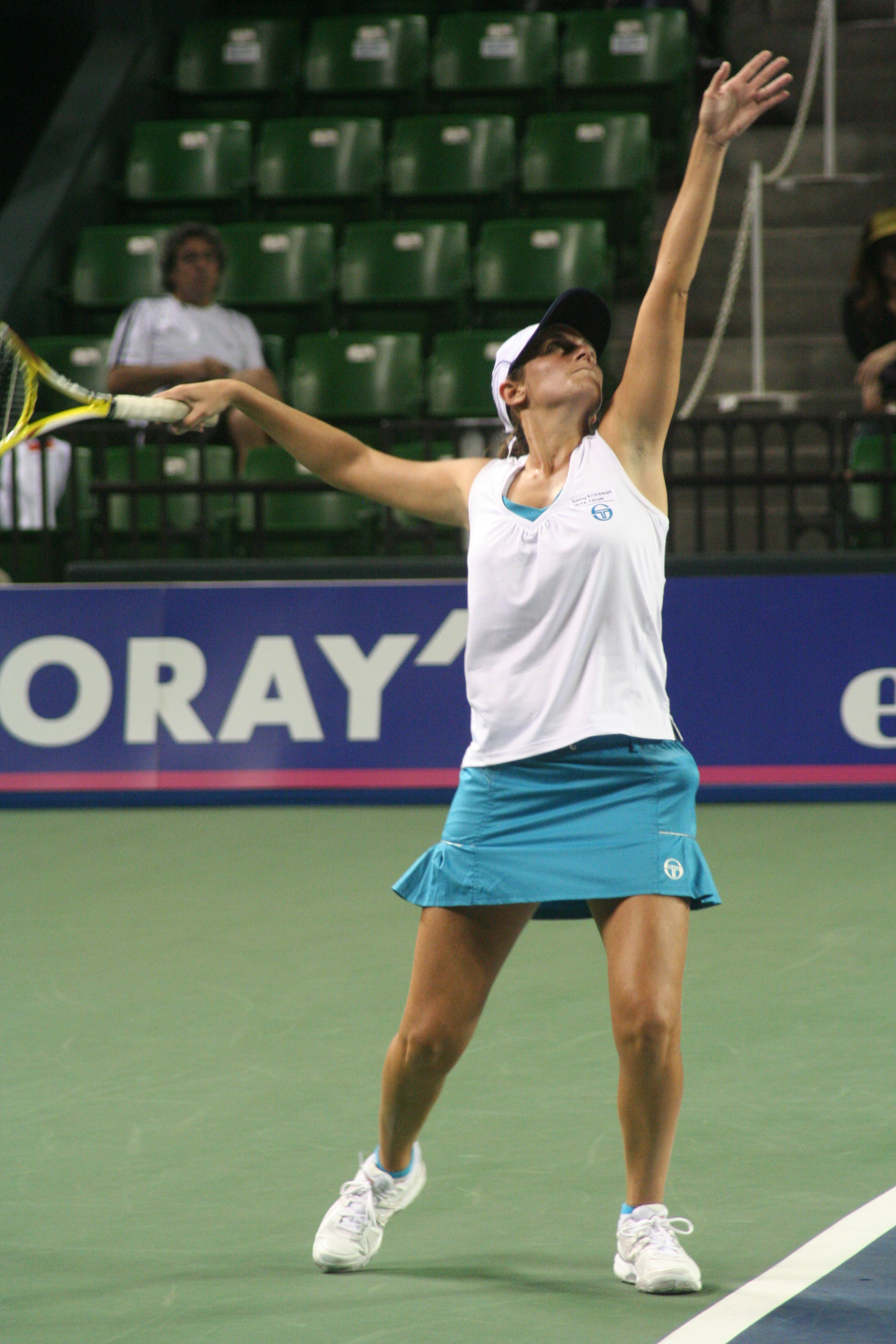
A 2009-es tokiói tornán

Az év első versenyén, Brisbane-ben még selejtezőre kényszerült, de sikerült feljutnia a főtáblára, ahol a második körben kapott ki az első kiemelt Ana Ivanovićtól. Az Australian Openen az első körben esett ki, Carla Suárez Navarro győzte le 7–5, 6–4-re.
Áprilisban Barcelonában megszerezte második WTA-győzelmét is. A döntőig vezető úton két, magasabban rangsorolt honfitársát is legyőzte, a második körben Flavia Pennettát, az elődöntőben pedig Francesca Schiavonét. A döntőben a címvédő Marija Kirilenko ellen nyert 6–0, 6–4-re.
A Roland Garroson ezúttal nem kellett selejtezőt játszania, de az első körben a kilencedik kiemelt Viktorija Azarankával került össze, akitől 6–4, 6–2-es vereséget szenvedett.
Wimbledonben négy év után ismét sikerült eljutnia a harmadik fordulóig. Az első körben a szlovák Magdaléna Rybárikovát győzte le 6–3, 6–2-re, majd a harmincegyedik kiemelt Anasztaszija Pavljucsenkova ellen nyert 6–4, 7–6(6)-ra. Ezt követően a későbbi győztes, második kiemelt Serena Williamsszel került össze, akitől 6–3, 6–4-es vereséget szenvedett.
A US Open Series első állomásán, Cincinnatiben először hozta össze a sorsolás egy aktuális világelsővel. A második körös meccsen az összesen 48 ki nem kényszerített hibát elkövető Gyinara Szafina ellen az első szettet sikerült megnyernie 6–2-re, majd 5–4-nél a mérkőzésért adogathatott, ám végül Szafináé lett a játszma 7–5-tel. A harmadik szettben, amely az orosz játékosé lett 6–4-gyel, végül érvényesült a papírforma.
A US Opennel szintén nem volt szerencséje, mivel az első körben az ötödik kiemelt Jelena Janković ellen kellett volna nyernie, de 6–2, 6–3-ra kikapott. A szezon hátralevő részében még négy tornán indult el, köztük a Premier Mandatory besorolású China Openen, ahol az első körben ismét Gyinara Szafinával akadt össze, s ezúttal sima, 6–4, 6–4-es vereséget szenvedett.

### 2010
Ezúttal is Brisbane-ben versenyzett először, s megismételte előző évi második körös teljesítményét. Az Australian Openen a harmadik fordulóig sikerült eljutnia. Anna-Lena Grönefeldet 7–5, 6–4-re, Vania Kinget 7–6(7), 7–5-re győzte le, majd Marija Kirilenkótól kapott ki 7–5, 7–6(4)-ra.
A tavaszi kötelező tornákon, Indian Wellsben és Miamiban egyaránt a harmadik körig jutott el, s mindkét versenyen sikerült elbúcsúztatnia egy-egy kiemeltet. Előbbi tornán Daniela Hantuchovát (21.), utóbbin pedig Anabel Medina Garriguest (30.).
A barcelonai tornán, amelyre címvédőként érkezett, ismét jól kezdett, mivel két játszmában legyőzte a második kiemelt Aravane Rezaït. A döntőig ezúttal sem tudta senki megállítani, ott azonban Francesca Schiavone 6–1, 6–1-gyel jobbnak bizonyult nála.
A Roland Garros főtábláján először sikerült mérkőzést nyernie, 7–5, 6–2-re legyőzve Virginie Razzanót, a második körben viszont 6–1, 6–1-es vereséget szenvedett honfitársától, Flavia Pennettától.
Wimbledonban először szerepelt Top 50-es versenyzőként. Itt Sybille Bammer ellen még sikerült nyernie 6–3, 6–3-ra, de Anasztaszija Pavljucsenkovával, akit ugyanitt és ugyanebben a fordulóban 2010-ben legyőzött, már nem bírt, mert 6–2, 7–6(1)-ra kikapott tőle.
Több hónapig tartó gyengébb időszak után az év végéhez közeledve kezdett ismét formába lendülni. A US Openen ugyan már az első fordulóban kiesett Venus Williamsszel szemben (6–4, 6–1-re nyert az amerikai játékos), de az azt követő négy tornáján egyre jobb eredményeket ért el.
A szeptember végén kezdődő tokiói Premier 5-ös tornán a selejtezőből feljutva az első körben búcsúztatta a 15. kiemelt Nagyja Petrovát, majd Cvetana Pironkovát is, a harmadik fordulóban viszont megállította őt a második kiemelt Vera Zvonarjova. Alig 1-2 napos pihenő után már meg is kezdte a China Open selejtezőjét, amelyet ezúttal is sikerrel vett. Az első főtáblás mérkőzésén pedig ismét meglepetést okozott azzal, hogy három szettben legyőzte a 10. kiemelt Szvetlana Kuznyecovát. Sikerének értékét némileg lerontotta, hogy ezt követően kikapott a nála esélytelenebb Vera Dusevinától.
Október közepén Linzben az elődöntőig sikerült eljutnia, ahol a későbbi győztes Ana Ivanović tudta csak legyőzni. Egy héttel később Luxemburgban pedig már senki, így megszerezte pályafutása harmadik WTA-győzelmét is. A döntőben a nyolcadik kiemelt Julia Görgest győzte le 6–3, 6–4-re.

### 2011
Az év eleji Brisbane-i tornán ezúttal is a második körben kellett búcsúznia. Egy héttel később Hobartban – immár negyedik kiemeltként – egy meccsel többet nyert, a negyeddöntőben Jarmila Gajdošovától szenvedett vereséget. Az Australian Openen már az első mérkőzésén kikapott 1–6, 6–3, 8–6-ra Alicia Moliktól.
A pattajai torna negyeddöntőjében négy egymás ellen elvesztett mérkőzés után először győzte le Ana Ivanovićot, az elődöntőben azonban nem bírt Sara Erranival. Ezt követően, február közepén, Dubajban még nyert egy meccset, utána viszont egy több mint két hónapig tartó nyeretlenségi sorozat következett.
A negatív széria csak április végén, Barcelonában szakadt meg, ahol sorozatban harmadszor is sikerült döntőbe jutnia. A fináléban ezúttal a cseh Lucie Hradecká volt az ellenfele, akivel szemben szetthátrányba került, de végül 4–6, 6–2, 6–2-re győzött, megszerezve ezzel negyedik tornagyőzelmét a WTA Touron. Barcelonában Vinci ezzel eddigi tizenöt mérkőzéséből tizennégyet megnyert.

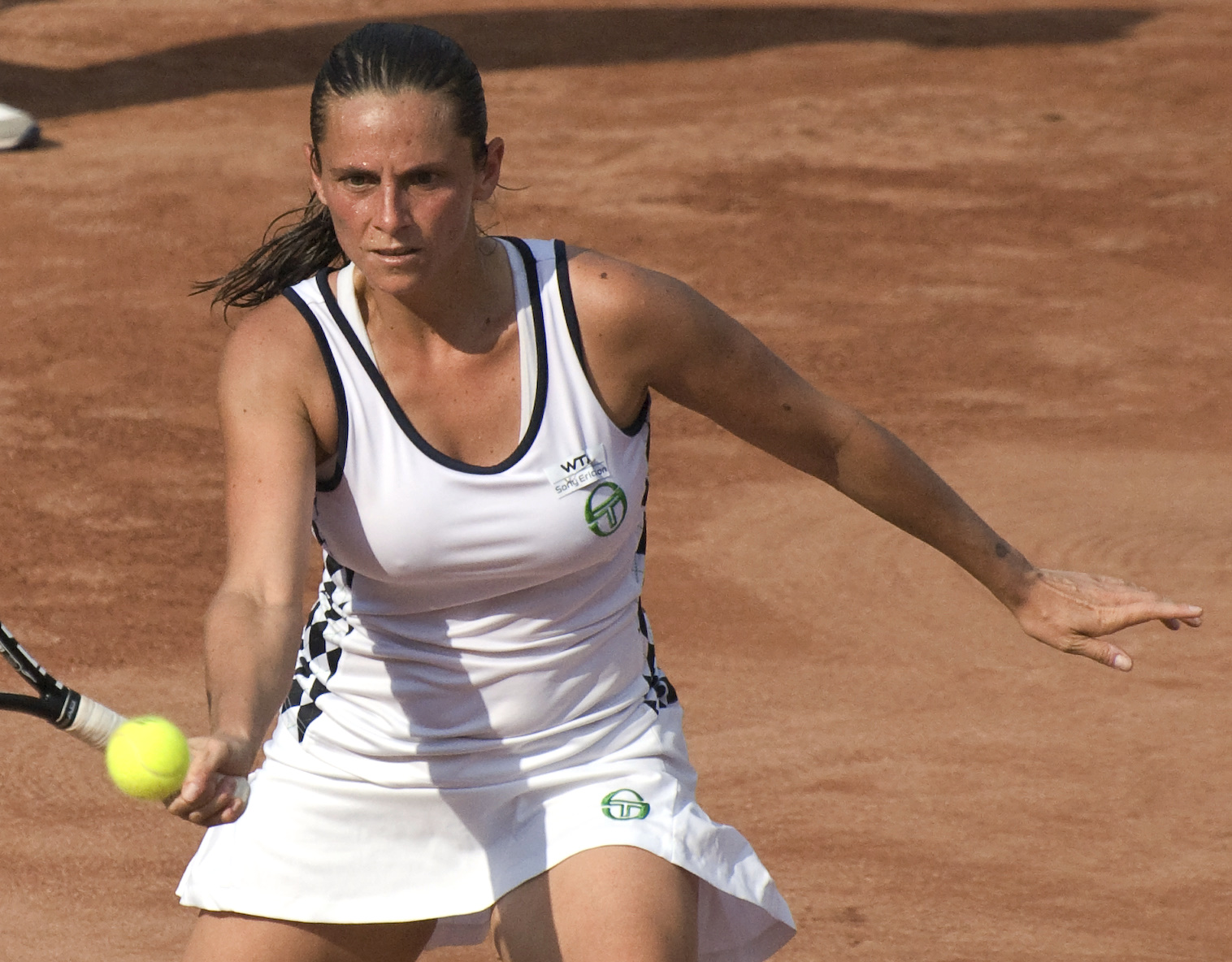
A 2011-es budapesti versenyen

A Roland Garroson először volt kiemelt (30.) egy Grand Slam-tornán. Ennek megfelelően esélyesként győzte le előbb Alberta Briantit 6–3, 3–6, 6–3-ra, majd Yrina Brémondot 6–3, 6–4-re, így először jutott be a harmadik fordulóba ezen a tornán. A negyedik kiemelt Viktorija Azarankával viszont már nem bírt, 6–3, 6–2-re kikapott.
Az év közepéhez érve egyre jobban belelendült a játékba. A 's-Hertogenboschban rendezett füves tornán hetedik kiemeltként szettet sem veszítve jutott be a döntőbe, legyőzve többek között a nála esélyesebb Yanina Wickmayert és Dominika Cibulkovát is. A fináléban szoros mérkőzésen 6–7(7), 6–3, 7–5-re legyőzte Jelena Dokićot, megszerezve karrierje ötödik WTA-győzelmét is.
Wimbledonban ismét kiemeltként (29.) állt rajthoz. Vera Dusevinát 7–5, 6–2-re, míg Rebecca Marinót 7–6(3), 6–2-re győzte le. A harmadik körben viszont megint nem bírt a nála esélyesebb játékossal, a későbbi győztes Petra Kvitová jutott tovább 6–3, 6–3-mal.
Júliusban Budapesten először játszott első kiemeltként egy tornán. A második körben csupán két labdára volt attól, hogy Babos Tímea kiejtse őt, de végül sikerült fordítania. A negyeddöntőben Zuzana Kučovának két mérkőzéslabdája is volt ellene, de innen is sikerült talpra állnia. Az elődöntőben már a papírfomának megfelelően, két játszmában búcsúztatta Klára Zakopalovát, a döntőben pedig ismét három szettben ugyan, de legyőzte Irina-Camelia Begut, így a szezon során már a harmadik, összességében pedig a hatodik tornáján diadalmaskodott.
Palermóban és Carlsbadban egyaránt a második körben búcsúzott, s a torontói verseny második fordulójában sem ő volt az esélyes, mivel Yanina Wickmayer legyőzése után a világelső Caroline Wozniackival került össze. Vinci a korábbi 17 mérkőzéséből egyet sem tudott megnyerni a Top 5-ös játékosok ellen, ezúttal azonban 6–4, 7–5-re győzött, s ezzel értelemszerűen első alkalommal sikerült felülmúlnia egy világelsőt. Következő mérkőzésén Ana Ivanovićot is legyőzte, végül a negyeddöntőben Samantha Stosur ellen fejezte be a versenyt. Teljesítményével először került be a világranglistán a legjobb húsz játékos (19.) közé. Cincinnatiben az első fordulóban esett ki Nagyja Petrova ellen.
A US Openen Irina Camelia-Begut 6–3, 6–4-re, majd Alizé Cornet-t 6–2, 6–3-ra győzte le, a harmadik fordulóban azonban sima, 6–4, 6–0-s vereséget szenvedett a tizedik kiemelt Andrea Petkovićtól. Így is ez volt azonban eddigi legjobb szereplése a US Openen.
A szezon hátralévő részében többféle sérüléssel is bajlódott. Szeptemberben térdproblémák miatt volt kénytelen visszalépni a kantoni és a tokiói versenytől is, majd miután október elején már a második körben kiesett a pekingi tornán, lemondta a következő héten kezdődő linzi versenyt is hasfalsérülés miatt. Utána Moszkvában ismét pályára lépett, de már az első fordulóban elbúcsúzott a küzdelmektől. Utolsó versenye az International tornák győztesei számára megrendezett bajnokok tornája volt, amelyen már a negyeddöntőben 6–3, 6–3-ra kikapott a későbbi győztes Ana Ivanovićtól. A szezont a huszonharmadik helyen zárta.

### 2012
Aucklandben kezdte a szezont, ahol az első körben legyőzte Rebecca Marinót, utána azonban két játszmában vereséget szenvedett Jelena Vesznyinától. Sydney-ben nem sikerült mérkőzést nyernie, Daniela Hantuchovától kapott ki 7–5, 6–2-re.
Az Australian Openen egyéniben a második fordulóig jutott, Cseng Csie ellen 6–4, 6–2-es vereséget szenvedett. A párosok viadalán, oldalán honfitársával, Sara Erranival viszont egészen a döntőig jutottak. A fináléban a Szvetlana Kuznyecova–Vera Zvonarjova-kettőstől kaptak ki 5–7, 6–4, 6–3-ra.
Legközelebb február második hetében, Párizsban lépett pályára, ahol a negyeddöntőben szenvedett vereséget Marion Bartolitól. Monterreyben meglepetésre a második forduló során két játszmában kikapott Nyina Bratcsikovától. A legjobb eredményt ezekben a hetekben Acapulcóban érte el, ahol az elődöntőben kapott ki páros társától, Sara Erranitól, akivel azonban párosban megnyerték a versenyt, a fináléban 6–2, 6–1 arányban diadalmaskodva a Lourdes Domínguez Lino–Arantxa Parra Santonja-kettős felett.
A két nagy amerikai versenyen, Indian Wellsben és Miamiban a negyedik, illetve a harmadik körben esett ki. Indian Wellsben Marija Sarapovától, Miamiban Serena Williamstől kapott ki, egyaránt 6–2, 6–1-re. Párosban Erranival bejutott a miami fináléba, de 7–6(0), 4–6, [10–4]-es vereséget szenvedtek a Marija Kirilenko–Nagyja Petrova-kettőstől.
A salakos szezon első versenyén, Barcelonában címvédőként már a második körben kiesett, miután 6–1, 6–3-ra kikapott a román Simona Haleptől. Párosban ezúttal is Sara Errani volt a partnere, akivel újabb tornagyőzelmet szereztek, miután a döntőben mindössze 50 perc alatt 6–0, 6–2-re legyőztek egy másik olasz kettőst, Flavia Pennettát és Francesca Schiavonét. Egyéniben a következő hetekben kevés sikert ért el, a legjobb szereplése az estorili elődöntő volt, s a Roland Garroson is már az első körben kiesett a svéd Sofia Arvidssonnal szemben. Párosban ugyanakkor Erranival minden salakos versenyt megnyertek, amelyen elindultak: Madridban és Rómában a Jekatyerina Makarova–Jelena Vesznyina-kettőst, a Roland Garroson pedig 4–6, 6–4, 6–2 arányban a Marija Kirilenko–Nagyja Petrova-duót győzték le.
A füves idény hasonlóan kezdődött: a ’s-hertogenboschi tornán címvédőként egyéniben kikapott negyeddöntőbeli ellenfelétől, a belga Kirsten Flipkenstől, párosban viszont Erranival megnyerték a hetedik tornájukat is ebben a szezonban, a döntőben 6–4, 3–6, [11–9]-re legyőzve ismételten a Kirilenko–Petrova-kettőst. Wimbledonban elérte karrierje addigi legjobb egyéni Grand Slam-eredményét, miután három mérkőzést is győzelemmel fejezett be, a negyedik körben azonban vereséget szenvedett Tamira Paszektől. Párosban Erranival szintén a negyedik fordulóban estek ki, miután nem bírtak a későbbi döntős Andrea Hlaváčková–Lucie Hradecká-kettőssel.
A hazai pályán, Palermóban rendezett salakos versenyen Errani mögött második kiemeltként indult el, de már a második fordulóban kétszettes vereséget szenvedett a brit Laura Robsontól. Båstadban nem tudott meccset nyerni, a hazai pályán versenyző Sofia Arvidssonnal szemben esett ki.
Az olimpián mindhárom számban elindult. Egyéniben már az első körben kikapott Kim Clijsterstől, párosban Erranival a negyeddöntőben búcsúztak a későbbi győztes Williams nővérekkel szemben, míg vegyes párosban Daniele Braccialival a második fordulóban kaptak ki a német Sabine Lisicki–Christopher Kas-kettőstől.
A kemény pályás szezont Montrealban kezdte, ahol egyesben a negyedik körig jutott, párosban a második fordulóban estek ki. A cincinnati tornán egyéniben és párosban is egy mérkőzést sikerült nyerni. Dallasban csak egyesben versenyzett, s egészen a döntőig jutott, ahol 7–5, 6–3-ra le is győzte a szerb Jelena Jankovićot, megszerezve ezzel pályafutása hetedik egyéni diadalát.
A US Openen huszadik kiemeltként vett részt, sorrendben Urszula Radwańskát, Jaroszlava Svedovát, Dominika Cibulkovát, majd a negyedik körben a nála jóval esélyesebb, második kiemelt Agnieszka Radwańskát is elbúcsúztatta a viadaltól. Negyeddöntőbeli ellenfele éppen Errani volt, akitől 6–2, 6–4 arányban kikapott, azonban így is pályafutása legjobb szereplését érte el Grand Slam-tornán. Párosban második kiemeltként indultak el, s a Roland Garroshoz hasonlóan ismét eljutottak a fináléig, ahol ezúttal a cseh Andrea Hlaváčková–Lucie Hradecká-duó volt az ellenfelük. A mérkőzést 6–4, 6–2-re megnyerték, így megszerezték második közös Grand Slam-győzelmüket.
A szezon hátralévő részében még öt viadalon indult el. Tokióban Barbora Záhlavová-Strýcová és Pauline Parmentier legyőzése után Viktorija Azarankatól szenvedett 6–4, 6–2-es vereséget a harmadik körben. Pekingben már az első körben búcsúzni kényszerült, miután Lourdes Domínguez Lino ellen szoros mérkőzésen kikapott. Luxembourgban ismét két meccset tudott győztesen befejezni, a negyeddöntőben azonban 7–6(2), 6–4 arányban alulmaradt a későbbi tornagyőztes Venus Williamsszel szemben. Október végén pályafutása során első alkalommal vehetett részt az év végi világbajnokságon, igaz, csupán párosban, Errani oldalán, s az elődöntőben nem is bírtak el a későbbi győztes Petrova–Kirilenko-kettőssel. Szintén először állt rajthoz az év végi bajnokok tornáján, ahol Hszie Su-vejt és Daniela Hantuchovát is felülmúlta, így bár kikapott Caroline Wozniackitól, bejutott az elődöntőbe, ott azonban 6–7(8), 6–1, 6–4 arányban alulmaradt a későbbi győztes Nagyja Petrovával szemben.

## Junior Grand Slam döntői

### Páros

#### Győzelmek (1)
| Év   | Bajnokság     | Borítás | Partner         | Ellenfél                | Eredmény      |
| ---- | ------------- | ------- | --------------- | ----------------------- | ------------- |
| 1999 | Roland Garros | Salak   | Flavia Pennetta | Mia Buric Kim Clijsters | 7–5, 5–7, 6–4 |

## Grand Slam-döntői

### Egyéni

#### Elveszített döntői (1)
| Év   | Bajnokság                 | Ellenfél a döntőben | Döntő eredménye |
| 2015 | US Open (teniszbajnokság) | Flavia Pennetta     | 6–7(4), 2–6     |

### Páros

#### Győzelmei (5)
| Év   | Bajnokság       | Borítás | Partner     | Ellenfelek a döntőben                 | Döntő eredménye |
| 2012 | Roland Garros   | Salak   | Sara Errani | Marija Kirilenko Nagyja Petrova       | 4–6, 6–4, 6–2   |
| 2012 | US Open         | Kemény  | Sara Errani | Andrea Hlaváčková Lucie Hradecká      | 6–4, 6–2        |
| 2013 | Australian Open | Kemény  | Sara Errani | Ashleigh Barty Casey Dellacqua        | 6–2, 3–6 6–2    |
| 2014 | Australian Open | Kemény  | Sara Errani | Jekatyerina Makarova Jelena Vesznyina | 6–4, 3–6 7–5    |
| 2014 | Wimbledon       | Fű      | Sara Errani | Babos Tímea Kristina Mladenovic       | 6–1, 6–3        |

#### Elveszített döntő (3)
| Év   | Bajnokság       | Borítás | Partner     | Ellenfelek a döntőben                 | Döntő eredménye |
| 2012 | Australian Open | Kemény  | Sara Errani | Szvetlana Kuznyecova Vera Zvonarjova  | 7–5, 4–6, 3–6   |
| 2013 | Roland Garros   | Salak   | Sara Errani | Jekatyerina Makarova Jelena Vesznyina | 5–7, 2–6        |
| 2014 | Roland Garros   | Salak   | Sara Errani | Hszie Su-vej Peng Suaj                | 4–6, 1–6        |

## WTA-döntői

### Egyéni

#### Győzelmei (10)
| Összesítés           |                        |
| Grand Slam-torna (0) |                        |
| Tier I (0)           | Premier Mandatory* (0) |
| Tier II (0)          | Premier Five* (0)      |
| Tier III (1)         | Premier* (1)           |
| Tier IV (0)          | International* (8)     |
| Tier V (0)           | Challenger* (0)        |

* 2009-től megváltozott a tornák rendszere. Challenger tornákat 2012-től rendeznek.
 Az egymás mellett azonos színnel jelölt tornatípusok között nincs teljes mértékű megfelelés.
|     | Dátum               | Torna                                        | Borítás    | Ellenfél a döntőben | Eredmény a döntőben      | Eredmény a döntőben |
| 1.  | 2007. február 25.   | Copa Colsanitas, Bogotá                      | Salak      | Tathiana Garbin     | 6–7(4), 6–4, 0–3 feladta |                     |
| 2.  | 2009. április 19.   | Barcelona Ladies Open, Barcelona             | Salak      | Marija Kirilenko    | 6–0, 6–4                 |                     |
| 3.  | 2010. október 24.   | BGL Luxembourg Open, Luxembourg              | Kemény (f) | Julia Görges        | 6–3, 6–4                 |                     |
| 4.  | 2011. április 30.   | Barcelona Ladies Open, Barcelona             | Salak      | Lucie Hradecká      | 4–6, 6–2, 6–2            |                     |
| 5.  | 2011. június 18.    | UNICEF Open, ’s-Hertogenbosch                | Fű         | Jelena Dokić        | 6–7(7), 6–3, 7–5         |                     |
| 6.  | 2011. július 10.    | POLI-FARBE Budapest Grand Prix, Budapest     | Salak      | Irina-Camelia Begu  | 6–4, 1–6, 6–4            | (részletek)         |
| 7.  | 2012. augusztus 24. | Texas Tennis Open, Texas                     | Kemény     | Jelena Janković     | 7–5, 6–3                 | (részletek)         |
| 8.  | 2013. április 14.   | Katowice Open, Katowice                      | Salak      | Petra Kvitová       | 7–6(2), 6–1              |                     |
| 9.  | 2013. július 14.    | Internazionali Femminili di Palermo, Palermo | Salak      | Sara Errani         | 6–3, 3–6, 6–3            |                     |
| 10. | 2016. február 14.   | St. Petersburg Ladies Trophy, Szentpétervár  | Kemény (f) | Belinda Bencic      | 6–4, 6–3                 |                     |

#### Elveszített döntői (5)
|    | Dátum                | Torna                            | Borítás | Ellenfél a döntőben | Eredmény a döntőben |
| 1. | 2010. április 17.    | Barcelona Ladies Open, Barcelona | Salak   | Francesca Schiavone | 1–6, 1–6            |
| 2. | 2014. július 13.     | BRD Bucharest Open, Bukarest     | Salak   | Simona Halep        | 1–6, 3–6            |
| 3. | 2014. július 20.     | Istanbul Cup, Isztambul          | Kemény  | Caroline Wozniacki  | 1–6, 1–6            |
| 4. | 2015. május 23.      | Nuremberg Cup, Nürnberg          | Salak   | Karin Knapp         | 6–7(5), 6–4, 1–6    |
| 5. | 2015. szeptember 12. | US Open, New York                | Kemény  | Flavia Pennetta     | 6–7(4), 2–6         |

### Páros

#### Győzelmei (25)
| Összesítés           |                        |
| Grand Slam-torna (5) |                        |
| Tier I (0)           | Premier Mandatory* (2) |
| Tier II (0)          | Premier Five* (3)      |
| Tier III (1)         | Premier* (2)           |
| Tier IV (2)          | International* (10)    |
| Tier V (0)           | Challenger* (0)        |

* 2009-től megváltozott a tornák rendszere. Challenger tornákat 2012-től rendeznek.
 Az egymás mellett azonos színnel jelölt tornatípusok között nincs teljes mértékű megfelelés.
|     | Dátum                | Torna                                                     | Borítás    | Partner                 | Ellenfelek a döntőben                         | Eredmény a döntőben | Eredmény a döntőben |
| 1.  | 2001. február 18.    | Qatar Total Fina Elf Open, Doha                           | Kemény     | Sandrine Testud         | Kristie Boogert Miriam Oreman                 | 7–5, 7–6(4)         |                     |
| 2.  | 2005. szeptember 25. | Banka Koper Slovenia Open, Portorož                       | Kemény     | Anabel Medina Garrigues | Jelena Tošić Katarina Srebotnik               | 6–4, 5–7, 6–2       |                     |
| 3.  | 2006. január 13.     | Richard Luton Properties Canberra International, Canberra | Kemény     | Marta Domachowska       | Claire Curran Līga Dekmeijere                 | 7–6(5), 6–3         |                     |
| 4.  | 2010. április 11.    | Andalucia Tennis Experience, Marbella                     | Salak      | Sara Errani             | Marija Kondratyjeva Jaroszlava Svedova        | 6–4, 6–2            |                     |
| 5.  | 2010. április 17.    | Barcelona Ladies Open, Barcelona                          | Salak      | Sara Errani             | Bacsinszky Tímea Tathiana Garbin              | 6–1, 3–6, [10–2]    |                     |
| 6.  | 2011. január 15.     | Moorilla Hobart International, Hobart                     | Kemény     | Sara Errani             | Katerina Bondarenko Līga Dekmeijere           | 6–3, 7–5            |                     |
| 7.  | 2011. február 13.    | PTT Pattaya Open, Pattaja                                 | Kemény     | Sara Errani             | Szun Seng-nan Cseng Csie                      | 3–6, 6–3, [10–5]    |                     |
| 8.  | 2011. július 17.     | Internazionali Femminili di Palermo, Palermo              | Salak      | Sara Errani             | Andrea Hlaváčková Klára Zakopalová            | 7–5, 6–1            |                     |
| 9.  | 2012. február 26.    | Monterrey Open, Monterrey                                 | Kemény     | Sara Errani             | Date Kimiko Csang Suaj                        | 6–2, 7–6(6)         | (részletek)         |
| 10. | 2012. március 3.     | Abierto Mexicano Telcel, Acapulco                         | Salak      | Sara Errani             | Lourdes Domínguez Lino Arantxa Parra Santonja | 6–2, 6–1            | (részletek)         |
| 11. | 2012. április 15.    | Barcelona Ladies Open, Barcelona                          | Salak      | Sara Errani             | Flavia Pennetta Francesca Schiavone           | 6–0, 6–2            | (részletek)         |
| 12. | 2012. május 12.      | Mutua Madrid Open, Madrid                                 | Kék salak  | Sara Errani             | Jekatyerina Makarova Jelena Vesznyina         | 6–1, 3–6, [10–4]    | (részletek)         |
| 13. | 2012. május 20.      | Internazionali BNL d’Italia, Róma                         | Salak      | Sara Errani             | Jekatyerina Makarova Jelena Vesznyina         | 6–2, 7–5            | (részletek)         |
| 14. | 2012. június 8.      | Roland Garros, Párizs                                     | Salak      | Sara Errani             | Marija Kirilenko Nagyja Petrova               | 4–6, 6–4, 6–2       | (részletek)         |
| 15. | 2012. június 23.     | UNICEF Open, ’s-Hertogenbosch                             | Fű         | Sara Errani             | Marija Kirilenko Nagyja Petrova               | 6–4, 3–6, [11–9]    | (részletek)         |
| 16. | 2012. szeptember 9.  | US Open, New York                                         | Kemény     | Sara Errani             | Andrea Hlaváčková Lucie Hradecká              | 6–4, 6–2            | (részletek)         |
| 17. | 2013. január 25.     | Australian Open, Melbourne                                | Kemény     | Sara Errani             | Ashleigh Barty Casey Dellacqua                | 6–2, 3–6, 6–2       | (részletek)         |
| 18. | 2013. február 3.     | Open GDF Suez, Párizs                                     | Kemény (f) | Sara Errani             | Andrea Hlaváčková Liezel Huber                | 6–1, 6–1            |                     |
| 19. | 2013. február 17.    | Qatar Total Open, Doha                                    | Kemény     | Sara Errani             | Nagyja Petrova Katarina Srebotnik             | 2–6, 6–3, [10–6]    |                     |
| 20. | 2014. január 24.     | Australian Open, Melbourne                                | Kemény     | Sara Errani             | Jekatyerina Makarova Jelena Vesznyina         | 6–4, 3–6, 7–5       |                     |
| 21. | 2014. április 27.    | Porsche Tennis Grand Prix, Stuttgart                      | Salak      | Sara Errani             | Cara Black Szánija Mirza                      | 6–2, 6–3            |                     |
| 22. | 2014. május 10.      | Madrid Masters, Madrid                                    | Salak      | Sara Errani             | Garbiñe Muguruza Carla Suárez Navarro         | 6–4, 6–3            |                     |
| 23. | 2014. július 5.      | Wimbledon, London                                         | Fű         | Sara Errani             | Babos Tímea Kristina Mladenovic               | 6–1, 6–3            |                     |
| 24. | 2014. augusztus 10.  | Rogers Cup, Montreal                                      | Kemény     | Sara Errani             | Cara Black Szánija Mirza                      | 7–6(4), 6–3         |                     |
| 25. | 2015. január 9.      | ASB Classic, Auckland                                     | Kemény     | Sara Errani             | Aoyama Shūko Renata Voráčová                  | 6–2, 6–1            |                     |

#### Elveszített döntői (18)
|     | Dátum               | Torna                                 | Borítás     | Partner         | Ellenfelek a döntőben                         | Eredmény a döntőben | Eredmény a döntőben |
| 1.  | 2001. október 21.   | Swisscom Challenge, Zürich            | Kemény (f)  | Sandrine Testud | Lindsay Davenport Lisa Raymond                | 3–6, 6–2, 2–6       |                     |
| 2.  | 2002. február 3.    | Banka Koper Slovenia Open, Portorož   | Szőnyeg (f) | Els Callens     | Lisa Raymond Rennae Stubbs                    | 1–6, 1–6            |                     |
| 3.  | 2002. február 23.   | Dubai Duty Free Women’s Open, Dubaj   | Kemény      | Sandrine Testud | Barbara Rittner María Vento-Kabchi            | 3–6, 2–6            |                     |
| 4.  | 2007. február 25.   | Copa Colsanitas Santander, Bogotá     | Salak       | Flavia Pennetta | Lourdes Domínguez Lino Paola Suárez           | 6–1, 3–6, [9–11]    |                     |
| 5.  | 2007. május 13.     | Qatar Telecom German Open, Berlin     | Salak       | Tathiana Garbin | Lisa Raymond Samantha Stosur                  | 3–6, 4–6            |                     |
| 6.  | 2007. május 20.     | Internazionali BNL d’Italia, Róma     | Salak       | Tathiana Garbin | Nathalie Dechy Mara Santangelo                | 4–6, 1–6            |                     |
| 7.  | 2010. február 27.   | Abierto Mexicano Telcel, Acapulco     | Salak       | Sara Errani     | Polona Hercog Barbora Záhlavová-Strýcová      | 6–2, 1–6, [2–10]    |                     |
| 8.  | 2011. április 10.   | Andalucia Tennis Experience, Marbella | Salak       | Sara Errani     | Nuria Llagostera Vives Arantxa Parra Santonja | 6–3, 4–6, [5–10]    |                     |
| 9.  | 2011. június 12.    | AEGON Classic, Birmingham             | Fű          | Sara Errani     | Volha Havarcova Alla Kudrjavceva              | 6–1, 1–6, [5–10]    |                     |
| 10. | 2011. augusztus 27. | Pilot Pen Tennis, New Haven           | Kemény      | Sara Errani     | Csuang Csia-zsung Volha Havarcova             | 5–7, 2–6            |                     |
| 11. | 2012. január 27.    | Australian Open, Melbourne            | Kemény      | Sara Errani     | Szvetlana Kuznyecova Vera Zvonarjova          | 7–5, 4–6, 3–6       | (részletek)         |
| 12. | 2012. április 1.    | Sony Ericsson Open, Miami             | Kemény      | Sara Errani     | Marija Kirilenko Nagyja Petrova               | 6–7(0), 6–4, [4–10] | (részletek)         |
| 13. | 2013. január 11.    | Apia International Sydney, Sydney     | Kemény      | Sara Errani     | Nagyja Petrova Katarina Srebotnik             | 3–6, 4–6            |                     |
| 14. | 2013. május 19.     | Rome Masters, Róma                    | Salak       | Sara Errani     | Hszie Su-vej Peng Suaj                        | 6–4, 3–6, [8–10]    |                     |
| 15. | 2013. június 9.     | Roland Garros, Párizs                 | Salak       | Sara Errani     | Jekatyerina Makarova Jelena Vesznyina         | 5–7, 2–6            |                     |
| 16. | 2014. január 11.    | Apia International Sydney, Sydney     | Kemény      | Sara Errani     | Babos Tímea Lucie Šafářová                    | 5–7, 6–3, [8–10]    |                     |
| 17. | 2014. május 18.     | Rome Masters, Róma                    | Salak       | Sara Errani     | Květa Peschke Katarina Srebotnik              | 0–4 feladták        |                     |
| 18. | 2014. június 8.     | Roland Garros, Párizs                 | Salak       | Sara Errani     | Hszie Su-vej Peng Suaj                        | 4–6, 1–6            |                     |

## Eredményei Grand Slam-tornákon

### Egyéni
| Grand Slam | Australian Open | Australian Open     | Roland Garros | Roland Garros      | Wimbledon     | Wimbledon         | US Open       | US Open             |
| Év         | Eredmény        | Utolsó ellenfél     | Eredmény      | Utolsó ellenfél    | Eredmény      | Utolsó ellenfél   | Eredmény      | Utolsó ellenfél     |
| 2001       | –               | –                   | –             | –                  | –             | –                 | 1. kör        | Martina Suchá       |
| 2002       | Selejtező(Q1)   | Selejtező(Q1)       | Selejtező(Q2) | Selejtező(Q2)      | 1. kör        | J Lihovceva       | Selejtező(Q1) | Selejtező(Q1)       |
| 2003       | Selejtező(Q2)   | Selejtező(Q2)       | Selejtező(Q2) | Selejtező(Q2)      | Selejtező(Q3) | Selejtező(Q3)     | –             | –                   |
| 2004       | Selejtező(Q3)   | Selejtező(Q3)       | 1. kör        | Jelena Bovina      | Selejtező(Q3) | Selejtező(Q3)     | 1. kör        | Patty Schnyder      |
| 2005       | Selejtező(Q1)   | Selejtező(Q1)       | 1. kör        | A-L Grönefeld      | 3. kör        | Kim Clijsters     | 1. kör        | Amélie Mauresmo     |
| 2006       | 3. kör          | Kim Clijsters       | 1. kör        | Hana Šromová       | –             | –                 | 1. kör        | Meghann Shaughnessy |
| 2007       | 1. kör          | Anastasia Rodionova | 1. kör        | Sybille Bammer     | 2. kör        | Patty Schnyder    | 1. kör        | M Sarapova          |
| 2008       | 1. kör          | V Ruano Pascual     | Selejtező(Q1) | Selejtező(Q1)      | Selejtező(Q2) | Selejtező(Q2)     | 2. kör        | Gyinara Szafina     |
| 2009       | 1. kör          | C Suárez Navarro    | 1. kör        | V Azaranka         | 3. kör        | Serena Williams   | 1. kör        | Jelena Janković     |
| 2010       | 3. kör          | M Kirilenko         | 2. kör        | Flavia Pennetta    | 2. kör        | A Pavljucsenkova  | 1. kör        | Venus Williams      |
| 2011       | 1. kör          | Alicia Molik        | 3. kör        | V Azaranka         | 3. kör        | Petra Kvitová     | 3. kör        | Andrea Petković     |
| 2012       | 2. kör          | Cseng Csie          | 1. kör        | Sofia Arvidsson    | 4. kör        | Tamira Paszek     | Negyeddöntő   | Sara Errani         |
| 2013       | 3. kör          | J Vesznyina         | 4. kör        | Serena Williams    | 4. kör        | Li Na             | Negyeddöntő   | Flavia Pennetta     |
| 2014       | 1. kör          | Cseng Csie          | 1. kör        | Pauline Parmentier | 1. kör        | Donna Vekić       | 3. kör        | Peng Suaj           |
| 2015       | 2. kör          | J Makarova          | 1. kör        | Alizé Cornet       | 1. kör        | Aleksandra Krunić | Döntő         | Flavia Pennetta     |
| 2016       | 3. kör          | A-L Friedsam        | 1. kör        | K Bondarenko       | 3. kör        | C Vandeweghe      | Negyeddöntő   | Angelique Kerber    |
| 2017       | 1. kör          | Coco Vandeweghe     | 1. kör        | Mónica Puig        | 1. kör        | Kristýna Plíšková | 1. kör        | Sloane Stephens     |
| 2018       | Selejtező (Q1)  | Selejtező (Q1)      | –             | –                  | –             | –                 | –             | –                   |

### Páros
| Grand Slam | Australian Open         | Australian Open                        | Roland Garros               | Roland Garros                | Wimbledon                   | Wimbledon                           | US Open                  | US Open                             |
| Év         | Eredmény Partner        | Utolsó ellenfél                        | Eredmény Partner            | Utolsó ellenfél              | Eredmény Partner            | Utolsó ellenfél                     | Eredmény Partner         | Utolsó ellenfél                     |
| 2001       | −                       | −                                      | Negyeddöntő Sandrine Testud | Lisa Raymond Rennae Stubbs   | −                           | −                                   | Elődöntő Sandrine Testud | Kimberly Po Nathalie Tauziat        |
| 2002       | 3. kör Sandrine Testud  | Amanda Coetzer Lori McNeil             | Negyeddöntő Sandrine Testud | V Ruano Pascual Paola Suárez | 3. kör Sandrine Testud      | Tina Križan Katarina Srebotnik      | 1. kör Els Callens       | Caroline Dhenin Maja Matevžič       |
| 2003       | 1. kör Dája Bedáňová    | Mary Pierce Rennae Stubbs              | 1. kör Dája Bedáňová        | Marta Marrero R de los Ríos  | 1. kör Flavia Pennetta      | Alicia Molik Samantha Stosur        | −                        | −                                   |
| 2004       | Negyeddöntő E Gagliardi | V Ruano Pascual Paola Suárez           | Elődöntő Sandrine Testud    | V Ruano Pascual Paola Suárez | 3. kör Emmanuelle Gagliardi | Sz Kuznyecova J Lihovceva           | 1. kör Séverine Beltrame | J Kostanić Tošić Claudine Schaul    |
| 2005       | 1. kör F Schiavone      | Janet Lee Peng Suaj                    | 1. kör Sandrine Testud      | M Domachowska Silvija Talaja | 1. kör S Farina Elia        | Els Callens Emmanuelle Gagliardi    | 3. kör S Farina Elia     | Sz Kuznyecova Alicia Molik          |
| 2006       | 1. kör M Domachowska    | Hszie Su-vej T Tanasugarn              | 3. kör Gy Szafina           | Lisa Raymond Samantha Stosur | −                           | −                                   | 2. kör Mara Santangelo   | Lisa Raymond Samantha Stosur        |
| 2007       | 2. kör Tathiana Garbin  | Csan Jung-zsan Csuang Csia-zsung       | 1. kör Flavia Pennetta      | Sahar Peér Gy Szafina        | 1. kör Gy Szafina           | Eléni Danjilídu Jasmin Wöhr         | 1. kör Paola Suárez      | Marta Marrero Selima Sfar           |
| 2008       | 2. kör Tathiana Garbin  | Maret Ani Meilen Tu                    | 1. kör Tathiana Garbin      | Peng Suaj Szun Tien-tien     | −                           | −                                   | −                        | −                                   |
| 2009       | 2. kör Gisela Dulko     | Lucie Šafářová G Voszkobojeva          | 1. kör Tathiana Garbin      | Květa Peschke Lisa Raymond   | 1. kör Maret Ani            | Sabine Lisicki Aleksandra Wozniak   | 1. kör Polona Hercog     | Alexa Glatch Carly Gullickson       |
| 2010       | 2. kör Szávay Ágnes     | V Dusevina A Rodionova                 | 2. kör Sara Errani          | B Mattek-Sands Jen Ce        | 3. kör Sara Errani          | Květa Peschke K Srebotnik           | 1. kör Sara Errani       | Carly Gullickson Chelsey Gullickson |
| 2011       | 1. kör Sara Errani      | N Llagostera Vives MJ Martínez Sánchez | 3. kör Sara Errani          | Gisela Dulko Flavia Pennetta | 3. kör Sara Errani          | N Llagostera Vives A Parra Santonja | Negyeddöntő Sara Errani  | D. Hantuchová A Radwańska           |
| 2012       | Döntő Sara Errani       | Sz Kuznyecova V Zvonarjova             | Győzelem Sara Errani        | M Kirilenko N Petrova        | Negyeddöntő Sara Errani     | Andrea Hlaváčková Lucie Hradecká    | Győzelem Sara Errani     | Andrea Hlaváčková Lucie Hradecká    |
| 2013       | Győzelem Sara Errani    | Ashleigh Barty Casey Dellacqua         | Döntő Sara Errani           | J Makarova J Vesznyina       | 3. kör Sara Errani          | Julia Görges Barbora Strýcová       | Negyeddöntő Sara Errani  | Serena Williams Venus Williams      |
| 2014       | Győzelem Sara Errani    | J Makarova J Vesznyina                 | Döntő Sara Errani           | Hszie Su-vej Peng Suaj       | Győzelem Sara Errani        | Babos Tímea Kristina Mladenovic     | 2. kör Sara Errani       | J Gajdošová A Tomljanović           |
| 2015       | 3. kör Sara Errani      | Julia Görges A-L Grönefeld             | 3. kör Karin Knapp          | Martina Hingis Szánija Mirza | 3. kör Karin Knapp          | Casey Dellacqua J Svedova           | 3. kör Karin Knapp       | A Kudrjavceva A Pavljucsenkova      |
| 2016       | 3. kör Sz Kuznyecova    | Martina Hingis Szánija Mirza           | −                           | −                            | 1. kör Sz Kuznyecova        | A-L Grönefeld Květa Peschke         | −                        | −                                   |
| 2017       | −                       | −                                      | –                           | –                            | –                           | –                                   | –                        | –                                   |

## Év végi világranglista-helyezései
| Év     | 1998 | 1999 | 2000 | 2001 | 2002 | 2003 | 2004 | 2005 | 2006 | 2007 | 2008 | 2009 | 2010 | 2011 | 2012 | 2013 | 2014 | 2015 | 2016 | 2017 |
| Egyéni | 639. | 409. | 324. | 172. | 182. | 116. | 115. | 41.  | 102. | 63.  | 83.  | 64.  | 38.  | 23.  | 16.  | 14.  | 49.  | 15.  | 18.  | 111. |
| Páros  | 589. | 349. | 228. | 22.  | 33.  | 100. | 25.  | 74.  | 72.  | 49.  | 220. | 82.  | 40.  | 26.  | 1.   | 1.   | 1.   | 60.  | 188. | –    |